# Nøjsomhed (herregård)
|  | For andre betydninger, se Nøjsomhed |
Nøjsomhed er en herregård bygget i 1786 af kammerherre, baron Christian Frederik Knuth til Frederiksdal. Gården ligger i Købelev Sogn, i det tidligere Lollands Nørre Herred, Maribo Amt, nu Lolland Kommune. Hovedbygningen er opført i 1870 af Niels Haj Friis og består af en hovedfløj med en kort gennemgående tværfløj ved hver ende og parken er på 9,5 hektar.
Nøjsomhed Gods er på 533 hektar

## Ejer af Nøjsomhed
- (1786-1798) Christian Frederik baron Knuth
- (1798-1810) Jens Guldborg
- (1810-1853) Hans Guldborg (søn)
- (1853-1856) Max Guldborg (brors søn)
- (1856-1878) Niels Haj Friis
- (1878-1887) Valdemar Smith
- (1887-1902) Enke Fru Friis
- (1902-1914) Carl Aage Schultz
- (1914-1926) Niels Christian Petersen
- (1926-1932) V. Erhard-Frederiksen
- (1932-1936) V. Erhard-Frederiksens dødsbo
- (1936-1992) Svend Rasmussen
- (1992-1994) Svend Rasmussens dødsbo
- (1994-) Henrik Bring Larsen

## Ekstern henvisninger
- Nøjsomhed Arkiveret 11. oktober 2008 hos  Wayback Machine
- Godset